# Norbert Bosset
Norbert Bosset (* 14. August 1883 in Avenches; † 17. November 1969 in Lausanne; reformiert; heimatberechtigt in Avenches) war ein Schweizer Politiker (FDP).

## Biografie
Norbert Bosset kam als Sohn des Tierarztes und Regierungsstatthalters William Bosset und der Augusta geborene Druey zur Welt. Er belegte ein Studium der Rechte in Lausanne, München und Paris, das er 1908 mit der Promotion abschloss. Während seiner Studienzeit schloss er sich der Helvetia an. In der Folge war er von 1911 bis 1922 als Rechtsanwalt in Avenches tätig.
Im Jahr 1913 heiratete er Violette, die Tochter des Amtsdirektors im Landwirtschaftsdepartement des Kantons Waadt Paul Gilliéron. Norbert Bosset starb am 17. November 1969 drei Monate nach Vollendung seines 86. Lebensjahres in Lausanne. Er war der Neffe des freisinnigen Politikers Fritz Bosset.

## Politik
Bosset entstammte einem politisch sehr engagierten Umfeld. Dazu war er Mitglied der Freimaurerloge Espérance et Cordialité in Lausanne. Schon früh war er für die Freisinnige Partei aktiv. So gehörte er von 1908 bis 1922 dem Waadtländer Grossrat an. Daneben amtierte er zwischen 1915 und 1920 als Gemeindepräsident von Avenches. Anschliessend leitete er in den Jahren 1922 bis 1946 im Staatsrat das Departement des Inneren. Darüber hinaus gehörte er von 1928 bis 1947 dem Ständerat an, den er vom 7. Dezember 1942 bis zum 6. Dezember 1943 präsidierte. Dort war er auch als Präsident der ständigen Finanzkommission eingesetzt.
Bosset legte widerstrebend seine Ämter zurück, nachdem sich seine Partei entschlossen hatte, der linken Opposition einen Platz in der Regierung einzuräumen und diese zu verjüngen. Während eines Vierteljahrhunderts hatte er zusammen mit seinem Kollegen Ferdinand Porchet die Richtung der kantonalen Politik bestimmt.